# Josemaría Escrivá
Josemaría Escrivá de Balaguer y Albás (tiếng Tây Ban Nha: [xoˌse.maˈɾi.a es.kɾiˈβ̞a]; 9 tháng 1 năm 1902 – 26 tháng 6 năm 1975) là một linh mục người Tây Ban Nha của Giáo hội Công giáo với tước hiệu Đức ông và là người sáng lập Giám hạt tòng nhân Opus Dei – một tổ chức quy tụ các linh mục và giáo dân sống theo lý tưởng nên thánh giữa đời thường. Ông được Giáo hoàng Ioannes Paulus II tuyên chân phước vào năm 1992 và tuyên thánh vào năm 2002. Giáo hội Công giáo mừng kính ông vào ngày 26 tháng 6 hàng năm với bậc lễ nhớ không buộc.
Ông Escrivá tốt nghiệp văn bằng Tiến sĩ Luật dân sự tại Đại học Complutense Madrid và Tiến sĩ Thần học tại Viện Giáo hoàng Đại học Laterano. Một trong những công nghiệp chính của ông đó là khởi xướng, điều hành và mở rộng Giám hạt Opus Dei. Cuốn sách Con Đường – tác phẩm nổi tiếng nhất của ông, đã được dịch sang 43 ngôn ngữ và có doanh số lên đến hàng triệu bản.
Sau khi qua đời, tiến trình phong thánh cho Đức ông Escrivá đã thu hút nhiều sự chú ý cũng như tranh cãi từ một số người Công giáo cũng như báo giới toàn cầu. Một số nhà báo, trong đó có John L. Allen Jr., đã điều tra lịch sử của Opus Dei và lập luận rằng nhiều lời khiển trách Opus Dei không có bằng chứng để chứng minh hoặc xuất phát từ những lời buộc tội của những kẻ có thái độ thù địch với Đức ông Escrivá và tổ chức do ông sáng lập.
Một số chức sắc cao cấp của Giáo hội Công giáo như Hồng y Albino Luciani (về sau là Giáo hoàng Ioannes Paulus I), Giáo hoàng Ioannes Paulus II, Giáo hoàng Benedictus XVI, Giáo hoàng Franciscus, Tổng giám mục Óscar Romero, cùng nhiều vị khác đã tỏ thái độ tán thành lời dạy của Escrivá về ơn gọi nên thánh phổ quát, vai trò của giáo dân và tác dụng thánh hóa con người của công ăn việc làm. Theo John L. Allen Jr., thánh Escrivá "bị một số ít người [Công giáo] chửi rủa nhưng lại được hàng triệu người [Công giáo] khác tôn kính".